# 穆爾赫拉河
43°00′16″N 42°37′41″E / 43.00437°N 42.62803°E

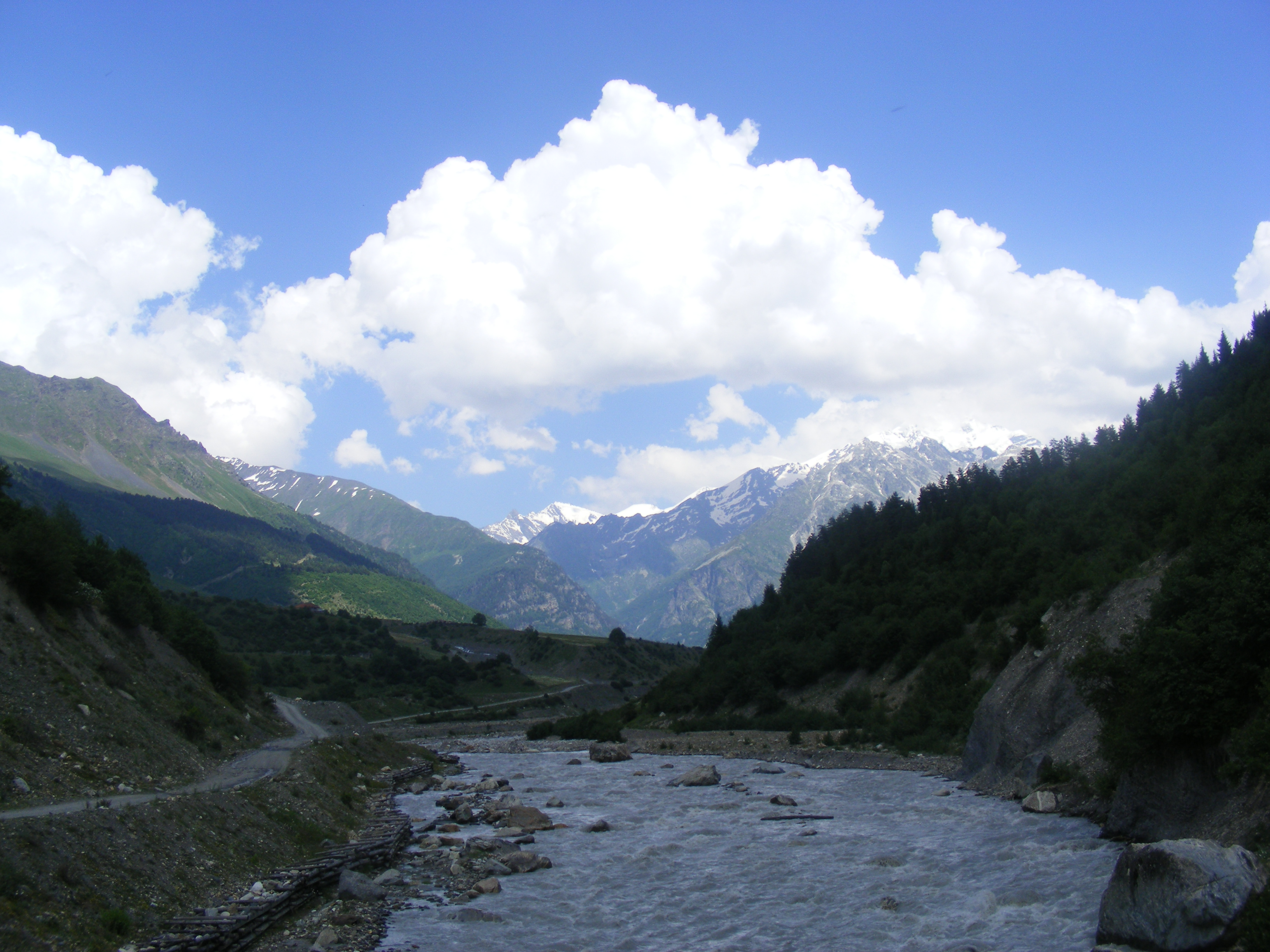

穆爾赫拉河是格魯吉亞西部薩梅格雷洛-上斯瓦內蒂大区的河流，屬於因古里河的右支流，河道全長27公里，發源自小高加索山脈。